# Dino Betti Van Der Noot
Dino Betti Van Der Noot (Rapallo, 1936) è un compositore jazz italiano.

## Biografia
Van der Noot nacque a Rapallo nel 1936. Sua madre e suo cugino erano pianisti classici. Studiò alla Scuola Musicale di Pavia, dal 1946 al 1951; nel 1959 studiò privatamente a Milano e negli anni '70 al Berklee College of Music. In Italia ha diretto gruppi dal 1957 al 1960, ma non fu attivo nella musica negli anni '60. Ha guidato una big band amatoriale dal 1969 al 1972 e una big band professionale nel 1982 e nel 1987 a New York. È presidente di B Communications, agenzia pubblicitaria di Milano.

Nelle sue band ha lavorato con Andrea Dulbecco, Ares Tavolazzi, Bill Evans, Bob Cunningham, Danny Gottlieb, David Friedman, Donald Harrison, Hugo Heredia, Gino Leporati, Famoudou Don Moye, Franco Ambrosetti, Giancarlo Schiaffini, Gianluigi Trovesi, John Taylor, Jonathan Scully, Joyce Yuille, Luis Agudo, Paul Bley, Paul Motian, Sandro Cerino, Steve Swallow, Tiziano Tononi e Vincenzo Zitello.

## Premi e onorificenze
- Registrazione dell'anno, Sondaggio della critica di Musica Jazz (1987, 1989, 2013, 2015)
- Registrazione dell'anno, Sondaggio della critica di Musica Jazz (1989)
- Record del decennio, Sondaggio della critica di Musica Jazz e Dischi (1989)
- Compositore jazz dell'anno, Sondaggio della critica di Musica Jazz e Dischi (2007, 2009)
- Registrazione dell'anno, Sondaggio della critica di Musica Jazz e Dischi, The Stuff Dreams Are Made On (2013)
- Registrazione dell'anno, Sondaggio della critica di Musica Jazz e Dischi, Notes Are But the Wind (2015);[2]

## Discografia
- Basement Big Band, 1977
- A Midwinter Night's Dream, 1983
- Here Comes Springtime, 1985
- They Cannot Know, 1987
- A Chance for a Dance, 1987–88
- Space Blossoms, 1988–89
- Ithaca/Ithaki, 2003–05
- The Humming Cloud, 2007
- God Save the Earth, 2009
- September's New Moon, 2011
- The Stuff Dreams Are Made On, 2013
- Notes Are But Wind, 2015
- Ou Sont les Notes D’Antan ? ,2017
- Two ships in the night  ,2018
- Let Us Recount Our Dreams  ,2023